# تاکشی اونو
تاکشی اونو (به انگلیسی: Takeshi Ono) بازیکن فوتبال اهل ژاپن و عضو تیم ملی فوتبال ژاپن است که در تاریخ ۲۵ مارس ۱۹۶۵ میلادی اولین بازی ملی‌اش را انجام داد. او در ۳ بازی ملی حضور داشت و آخرین بازی ملی خود را در تاریخ ۱۳ اوت ۱۹۷۱ میلادی انجام داد. تاکشی اونو در بازی‌های ملی‌اش
گلی به ثمر نرساند.